# عضلة مستقيمة سفلية
العضلة المستقيمة السفلية (بالإنجليزية: Inferior rectus muscle)‏ إحدى عضلات العين تعمل على تدوير العين للداخل (الأنسي) وكذلك للأسفل كما أنها هي العضلة الوحيدة التي يمكنها التحكم في اتساع البؤبؤ، وتتعصب من عصب محرك للعين.

## صور

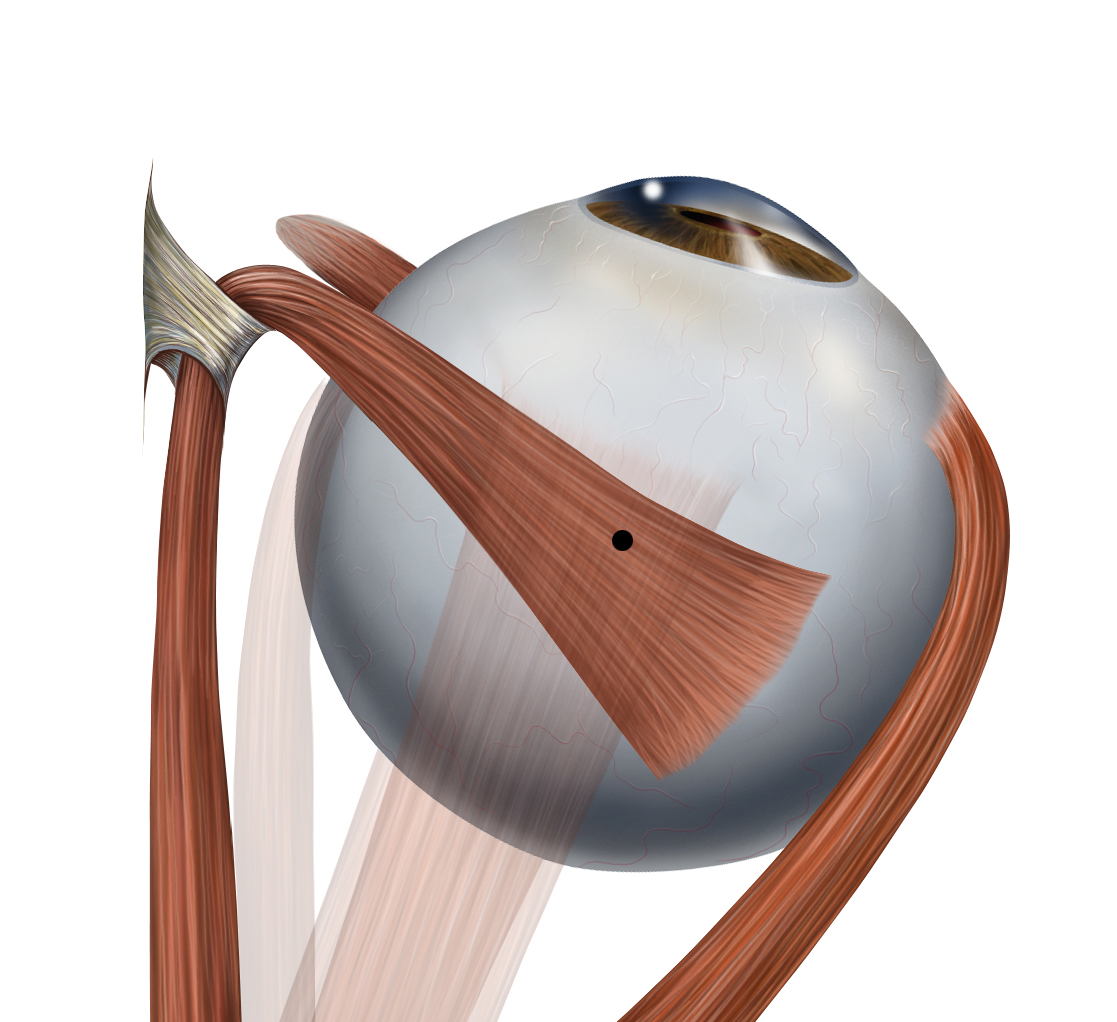
حركة العضلة المستقيمة الوحشية (الجانبية)
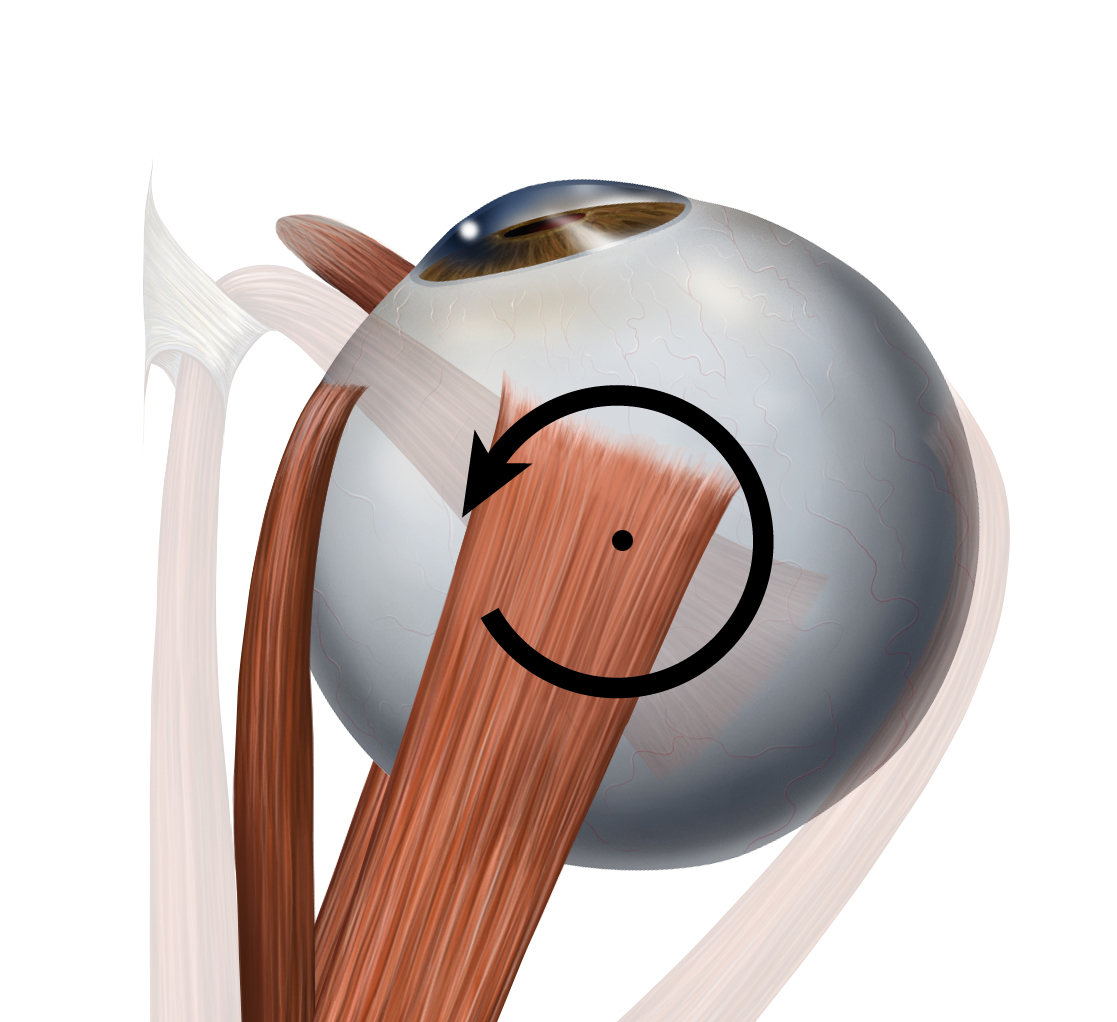
حركة العضلة المستقيمة الإنسية (الداخلية)
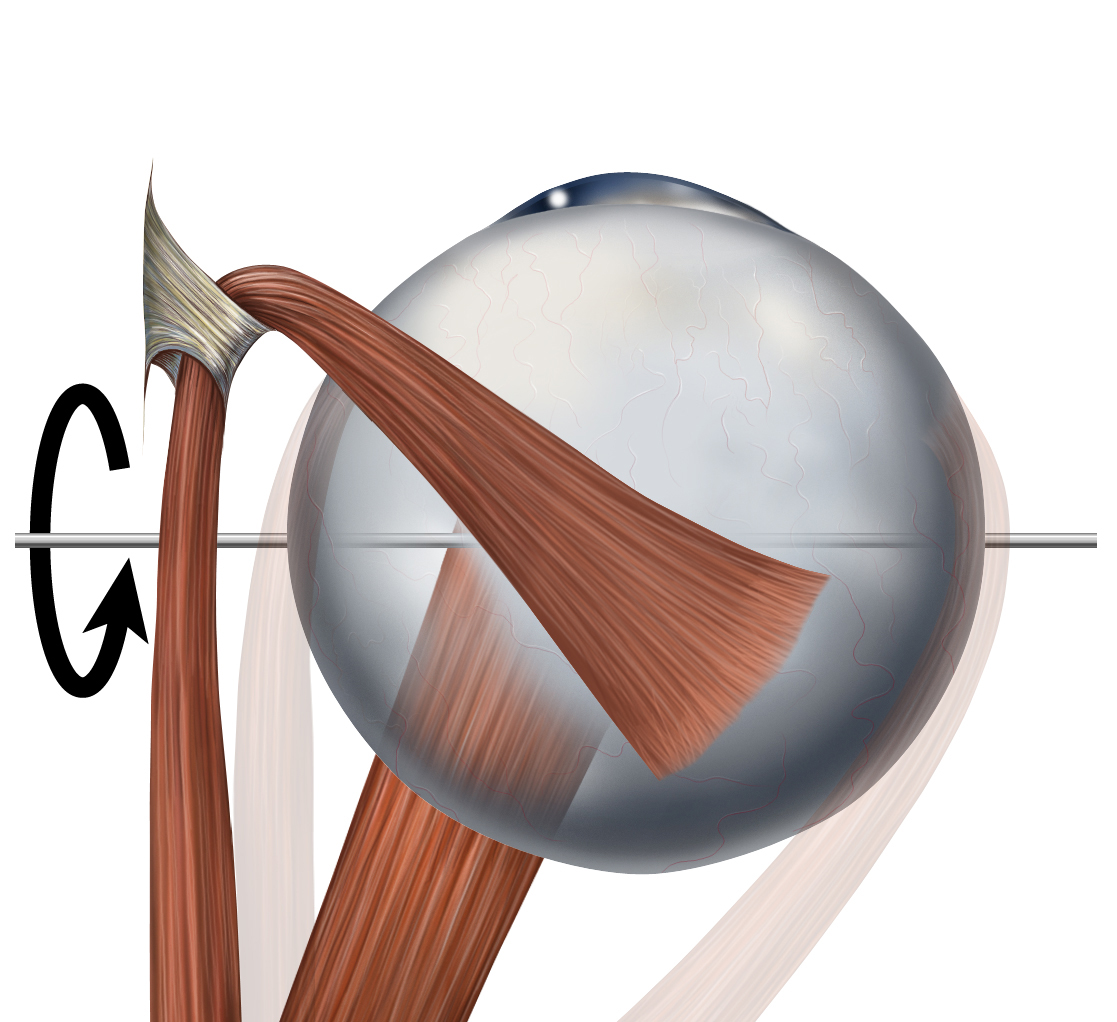
حركة العضلة المستقيمة السفلية
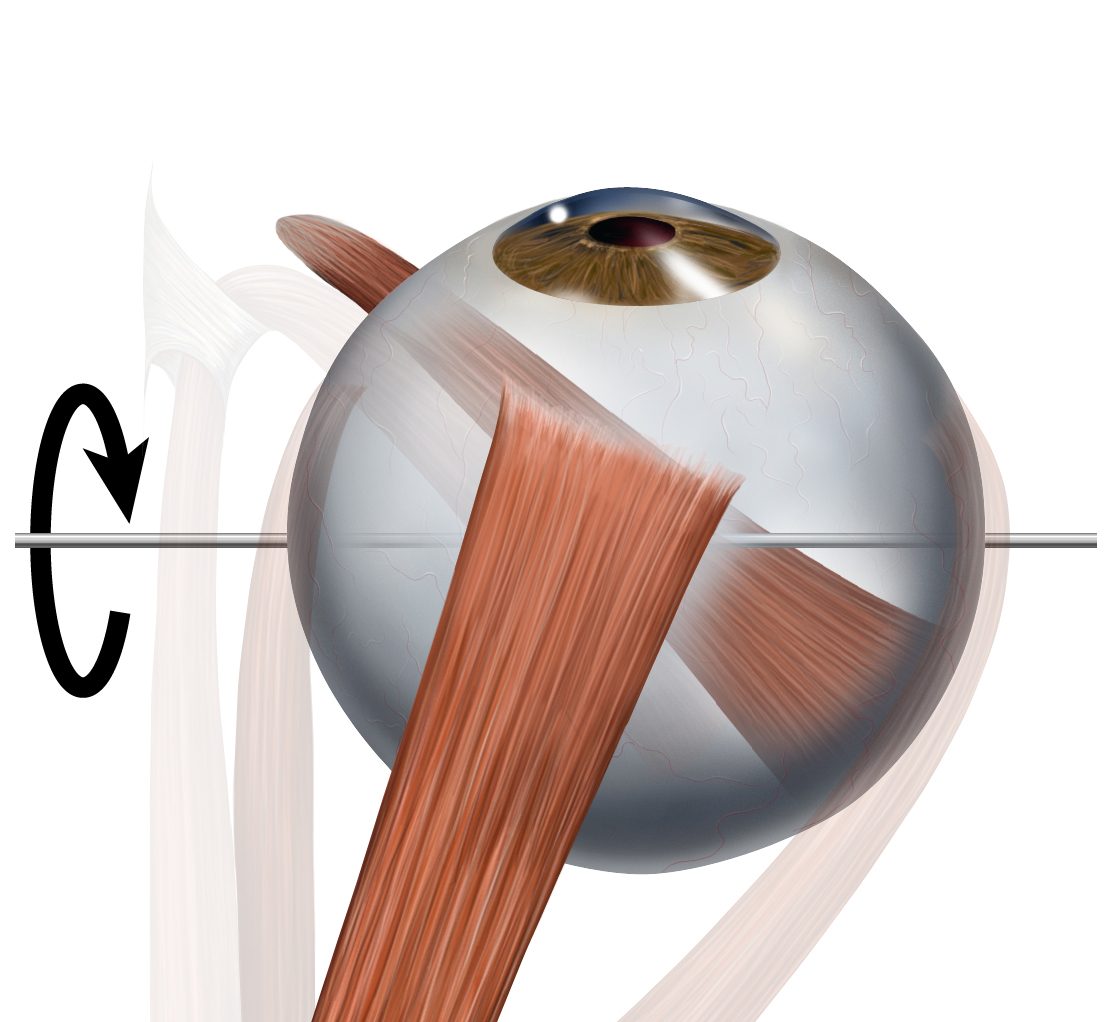
حركة العضلة المستقيمة العلوية
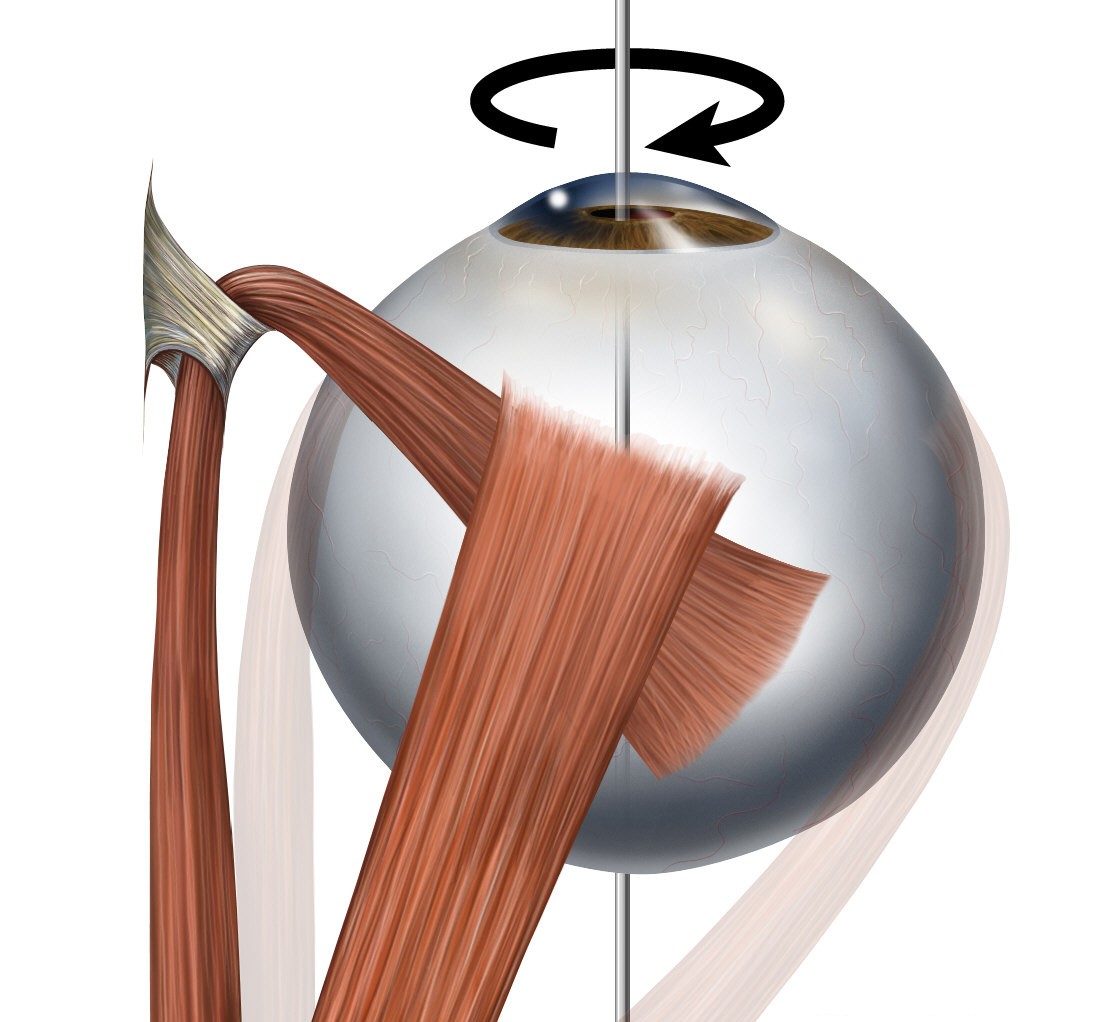
حركة العضلة المائلة العلوية (المنحرفة)
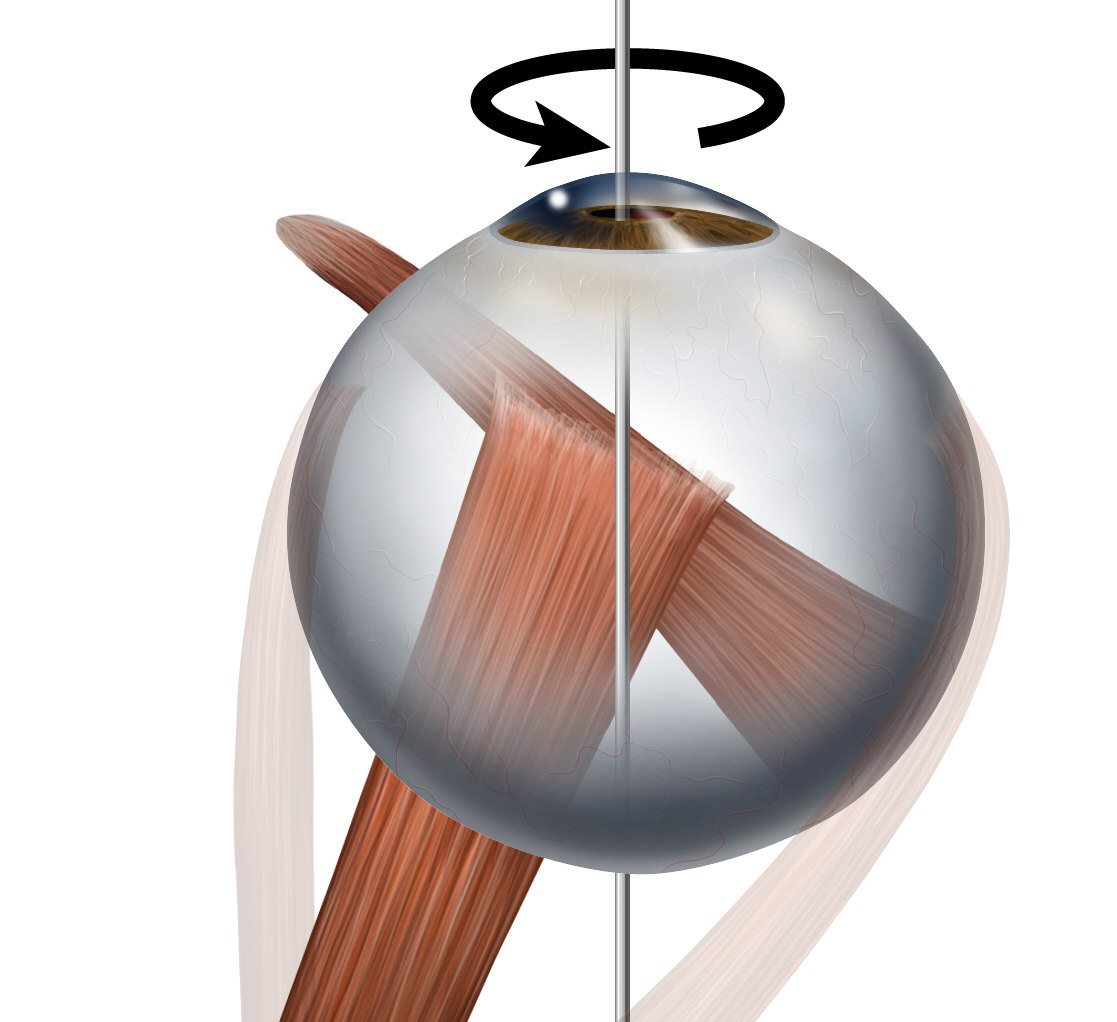
حركة العضلة المائلة السفلية (المنحرفة)
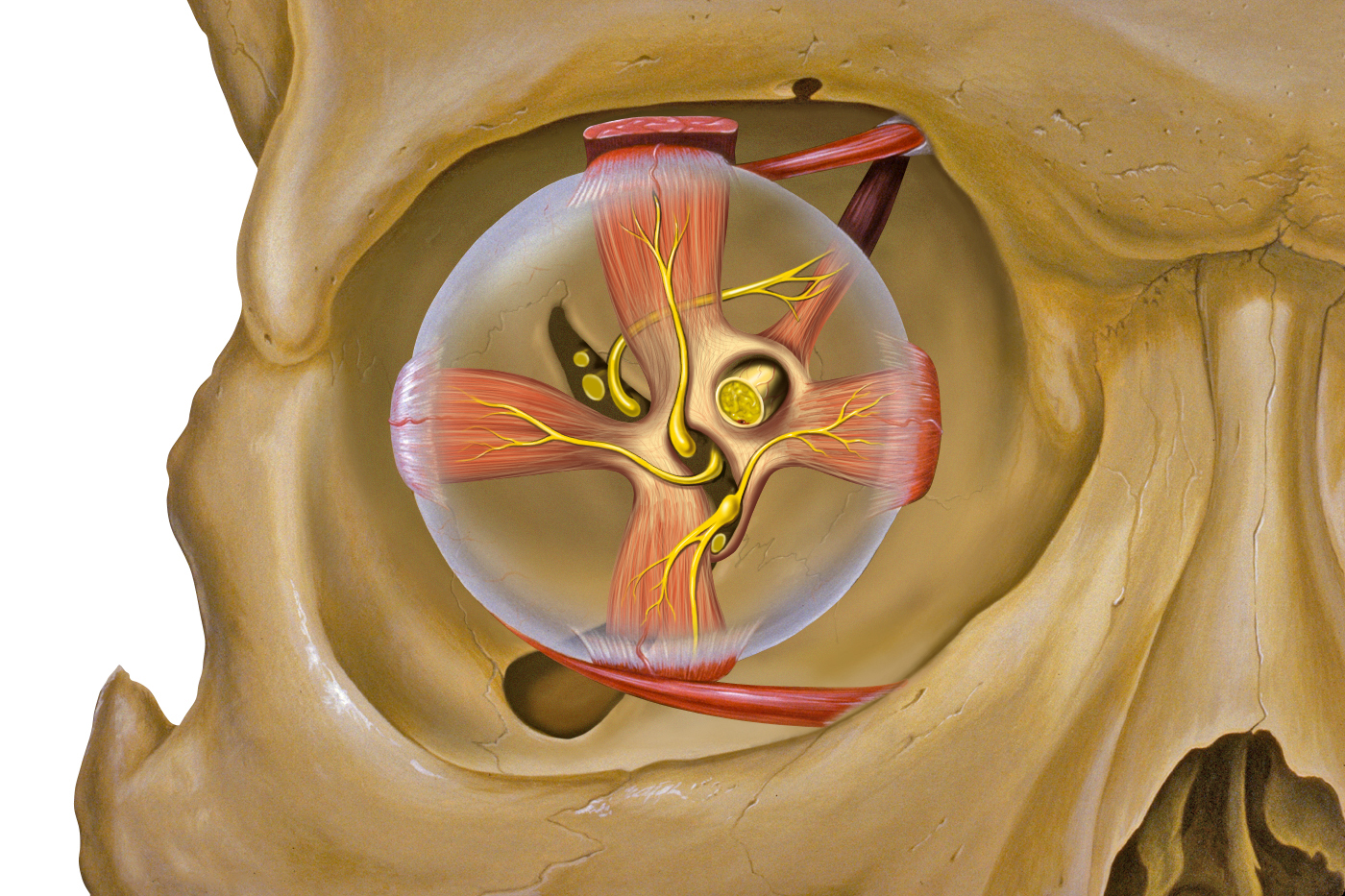
الوضع الأمامي الخلفي

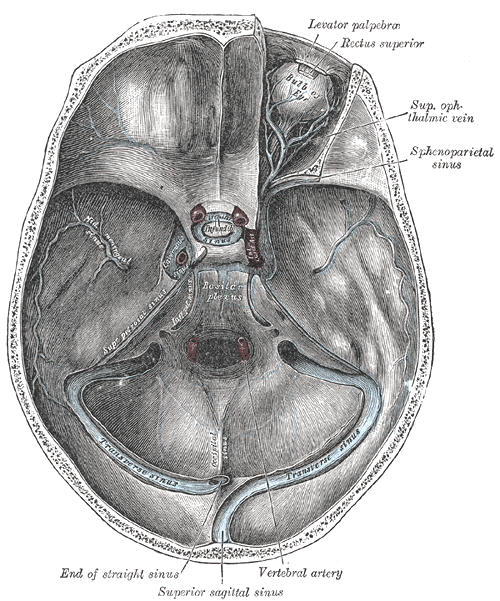
الجيوب الأنفية في قاعدة الجمجمة
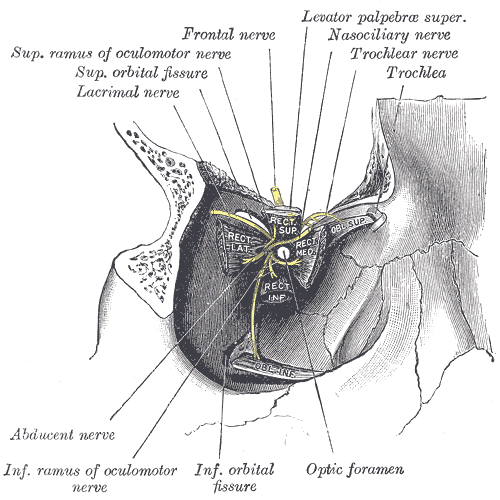
عرض تشريحي لعضلات العين اليمنى
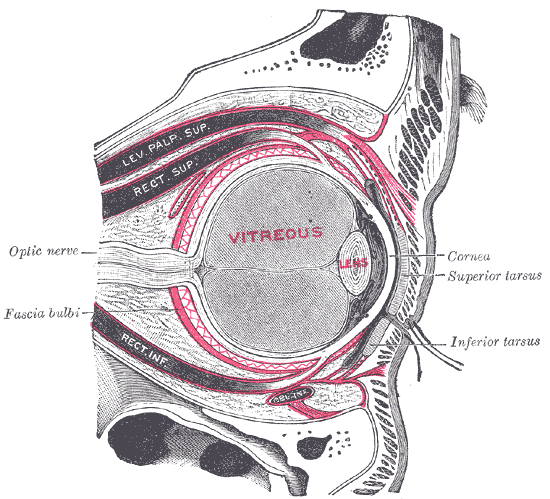
مقطع سهمي للعين اليمنى

## وصلات خارجية
- Diagram at mun.ca